# Dajim
Dajim, pseudonimo di Suwitcha Suphawira (Bangkok, 15 gennaio 1977), è un rapper tailandese.

## Discografia

### Album
- 2000 - Hip Hop Under World [1]
- 2001 - Hip Hop Above The Law
- 2002 - Rap Thai
- 2003 - Twilight Zone
- 2005 - Kik Thua Thai
- 2009 - Independence Day